# هربرت ألان فوغل
هربرت ألان فوغل (بالإنجليزية: Herbert Allan Fogel)‏ هو محامي وقاضي أمريكي، ولد في 20 أبريل 1929 في فيلادلفيا في الولايات المتحدة.